# 二水N19水力發電廠
二水N19水力發電廠位於臺灣彰化縣二水鄉，由經濟部水利署對外招標，民營企業經一綠能公司得標興建並營運，該發電廠利用濁水溪集集攔河堰北岸聯絡渠道，於二水段的第19號跌水工之落差進行水力發電。

## 沿革

### 背景
因應政府再生能源政策，經濟部水利署盤點全臺各地適合興建小水力發電廠之場址，其中濁水溪的集集攔河堰分有北岸取水口與南岸取水口，北岸已有民營企業興建的名間水力發電廠，南岸則有台灣電力公司明潭發電廠濁水機組。其中南北岸分別仍有多處上開發的水力發電潛力場址，經水利署與台灣電力公司協調，南岸聯絡渠道由台灣電力公司興建明潭發電廠集集南岸二機組，北岸則開放給民間企業投資興建。

### 施工
集集攔河堰北岸聯絡渠道於彰化二水段擁有編號N14~N19等6處跌水工，由水利署中區水資源局於2018年9月對外招標，12月完招標，由經一綠能公司得標，可任意選用N14~N19跌水工設置水力發電廠。經一綠能首先選定於八堡圳公園旁的編號N19跌水工開始施工，協力廠商包含雄瑞機械，與電廠土建工程的松駿營造等。
經一綠能計畫於北岸聯絡渠道左右渠道各設置兩部120kW的直立川渠式水輪發電機組，左右兩部總計四部水輪發電機合計裝置容量480kW，並於2020年完成閘門、水輪發電機基座等相關土建工程，機組已於高雄的機電廠組裝完成待運至現場安裝。N19水力發電廠預定同年5月可併聯發電，年發電量約200萬度，相當於500戶民生用電，也是能源局「再生能源發展條例」修法後，水利署第一件招商完成併聯的小水力發電設施。

### 完工
2020年11月19日上午10時，經中區水資源局、發電廠商，及台灣電力公司彰化區營業處共同於發電廠見證N19水力發電廠與台電電網系統併聯成功，可正式商轉進行躉購電率。N19水力發電廠商轉後，一年可減少近1,052噸的二氧化碳排放量。

## 設施

### 發電機組
| 名稱   | 發電機型號 | 水輪機型號             | 機組數量 | 發電方式 | 有效落差（公尺） | 單一機組用水量（CMS） | 容量（kW） | 取用水源                         | 商轉日期   | 狀態   |
| ------ | ---------- | ---------------------- | -------- | -------- | ---------------- | --------------------- | ---------- | -------------------------------- | ---------- | ------ |
| 一號機 |            | 臺灣製直立川渠式水輪機 | 1        | 川流式   |                  | 33.37                 | 120        | 集集攔河堰北岸聯絡渠道（濁水溪） | 2020年11月 | 商轉中 |
| 二號機 |            | 臺灣製直立川渠式水輪機 | 1        | 川流式   |                  | 33.37                 | 120        | 集集攔河堰北岸聯絡渠道（濁水溪） | 2020年11月 | 商轉中 |
| 三號機 |            | 臺灣製直立川渠式水輪機 | 1        | 川流式   |                  | 33.37                 | 120        | 集集攔河堰北岸聯絡渠道（濁水溪） | 2020年11月 | 商轉中 |
| 四號機 |            | 臺灣製直立川渠式水輪機 | 1        | 川流式   |                  | 33.37                 | 120        | 集集攔河堰北岸聯絡渠道（濁水溪） | 2020年11月 | 商轉中 |